# 克里斯赫纳萨穆德拉姆
克里斯赫纳萨穆德拉姆（Krishnasamudram），是印度泰米尔纳德邦Tiruchirappalli县的一个城镇。总人口9254（2001年）。

## 人口
该地2001年总人口9254人，其中男性4694人，女性4560人；0—6岁人口746人，其中男390人，女356人；识字率83.88%，其中男性为87.43%，女性为80.22%。